# Batalion ON „Lubliniec”

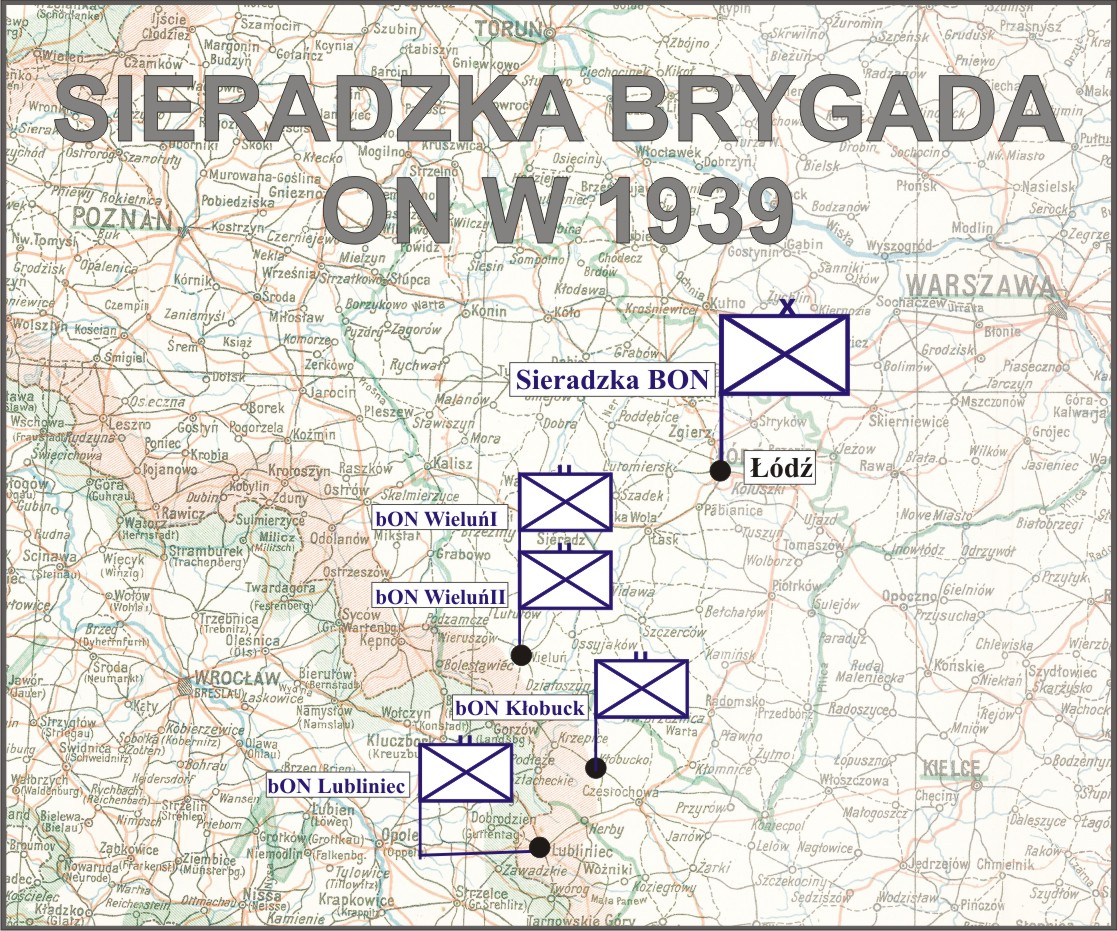
Sieradzka Brygada ON

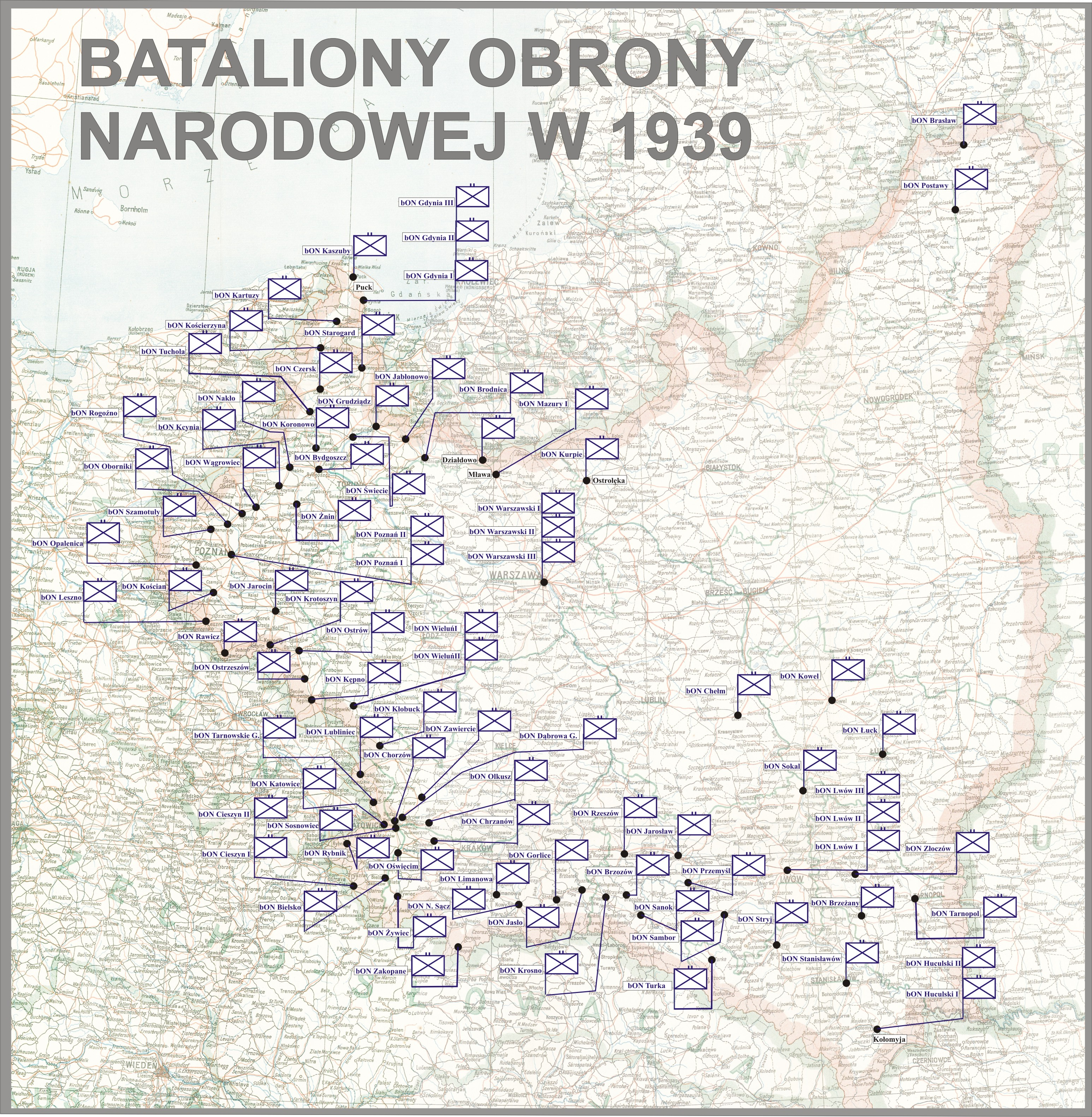
Obrona Narodowa w 1939

Lubliniecki Batalion Obrony Narodowej (batalion ON „Lubliniec”) – pododdział piechoty Wojska Polskiego II RP.
Batalion został sformowany w maju 1939 roku, w składzie Sieradzkiej Brygady ON, według etatu batalionu ON typ IV. Jednostka została zorganizowana w oparciu o nowo utworzony 174 Obwód Przysposobienia Wojskowego. Batalion stacjonował eksterytorialnie w Okręgu Korpusu Nr V: dowództwo w Lublińcu, 1 kompania w Koszęcinie, 2 kompania w Woźnikach, a 3 kompania w Kamienicy Polskiej. Pod względem mobilizacji materiałowej batalion był przydzielony do 74 Górnośląskiego pułku piechoty w Lublińcu.
Ponieważ batalion znalazł się w pasie działania Armii „Kraków” został podporządkowany, pod względem taktycznym, dowódcy Krakowskiej Brygady Kawalerii i w jej składzie walczył w kampanii wrześniowej. Rozwiązany po walkach  5 września 1939 roku w rejonie Włoszczowy, z uwagi na okrążenie przez siły niemieckie.

## Organizacja i obsada personalna
- dowódca batalionu – mjr Franciszek Żak (do 4 IX 1939 ranny[1])
- dowódca 1 kompanii ON „Koszęcin”
- dowódca 2 kompanii ON „Woźniki” – por. Albin Dąbrowski[1]
- dowódca 3 kompanii ON „Kamienica Polska”